# 로카산조반니
로카산조반니(이탈리아어: Rocca San Giovanni)는 이탈리아 아브루초주 키에티도에 있는 코무네이다.

## 자매 도시
- 프랑스 섕지